# Neuenalpspitz
Neuenalpspitz är en bergstopp i Schweiz.   Den ligger i distriktet Wahlkreis Toggenburg och kantonen Sankt Gallen, i den östra delen av landet, 140 km öster om huvudstaden Bern. Toppen på Neuenalpspitz är 1 816 meter över havet, eller 194 meter över den omgivande terrängen. Bredden vid basen är 2,6 km.
Terrängen runt Neuenalpspitz är kuperad åt nordväst, men åt sydost är den bergig. Runt Neuenalpspitz är det ganska tätbefolkat, med 108 invånare per kvadratkilometer.. Närmaste större samhälle är Herisau, 19,9 km norr om Neuenalpspitz. 
I omgivningarna runt Neuenalpspitz växer i huvudsak blandskog.